# Monferran-Plavès
Monferran-Plavès är en kommun i departementet Gers i regionen Occitanien i sydvästra Frankrike. Kommunen ligger i kantonen Saramon som tillhör arrondissementet Auch. År 2022 hade Monferran-Plavès 107 invånare.

## Befolkningsutveckling
Antalet invånare i kommunen Monferran-Plavès
Referens:INSEE